# 1962-es jégkorong-világbajnokság
Az 1962-es jégkorong-világbajnokság a 29. világbajnokság volt, amelyet a Nemzetközi Jégkorongszövetség szervezett. A vb-ken a csapatok két szinten vettek részt.

## A csoport
1–8. helyezettek
- Svédország – Világbajnok
- Kanada
- Egyesült Államok
- Finnország
- Norvégia
- NSZK
- Svájc
- Nagy-Britannia

## B csoport
9–14. helyezettek
- Japán
- Ausztria
- Franciaország
- Hollandia
- Ausztrália
- Dánia